# Dorysthenes pici
Dorysthenes pici är en skalbaggsart som beskrevs av Auguste Lameere 1912. Dorysthenes pici ingår i släktet Dorysthenes och familjen långhorningar.
Artens utbredningsområde är Taiwan. Inga underarter finns listade i Catalogue of Life.

## Bildgalleri

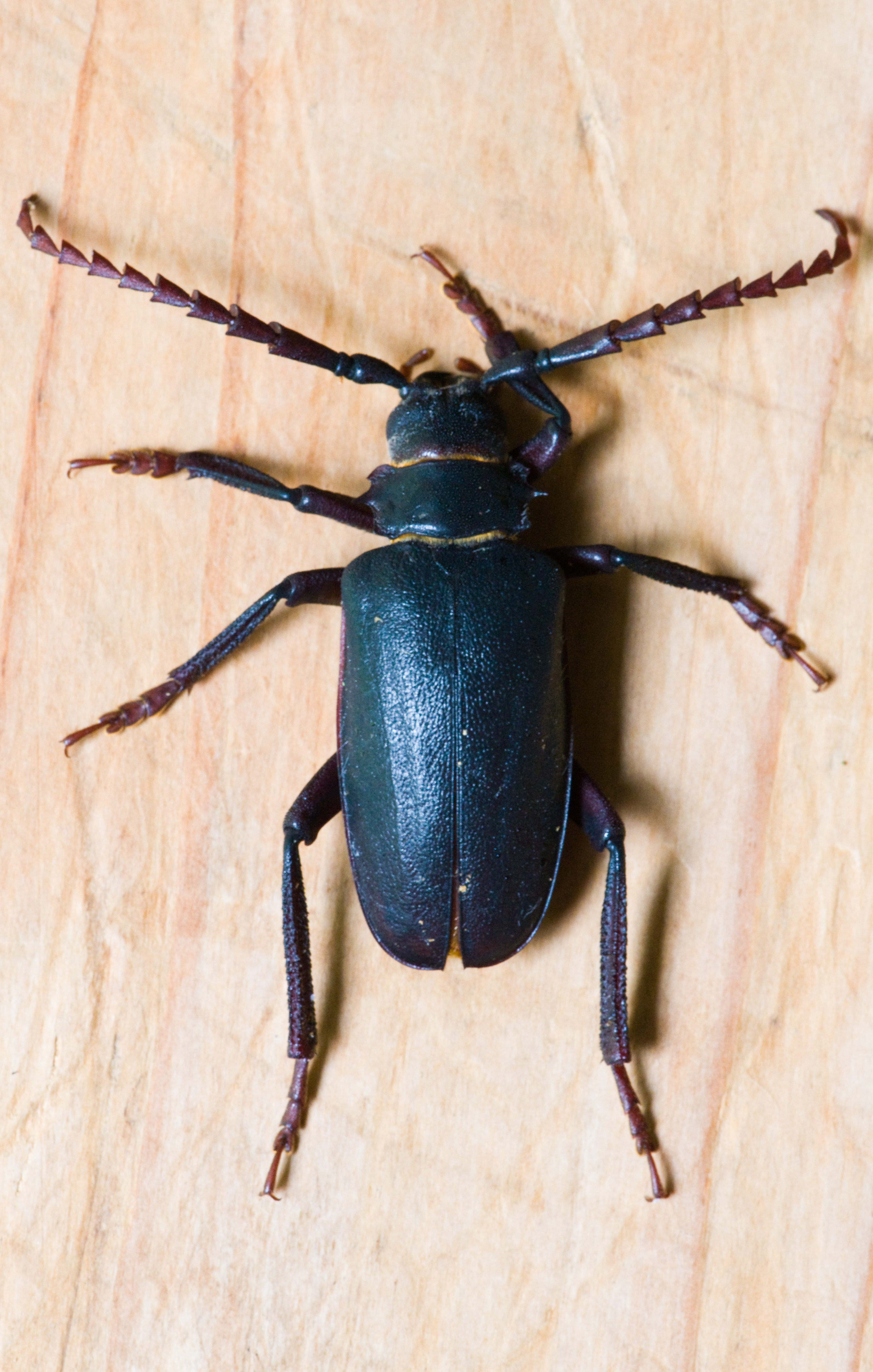